# Hamida Na'na
Hamida Na'na, née en 1946), est une écrivaine, et journaliste féministe syrienne, connue pour son engagement envers la cause palestinienne.

## Biographie
Elle est l'auteure de Anashid imra'a la ta'rif al-farah (« Hymne d'une femme sans joie »), un recueil de poésie publié en 1970, du roman al-Watan fi-l-'Aynan (« La Patrie ») publié en 1979 et du roman Man Yajru .ala al-Shawq (« Qui ose espérer ») en 1989,.
Elle publie également une série d'entretiens entre 1988 et 1997.
Son œuvre rend compte de la situation des femmes en temps de guerre. Elle s'engage pour la cause palestinieme,.
Mise en examen par le juge Courroye dans le cadre du volet français de l'affaire Pétrole contre nourriture, elle aurait bénéficié d'allocations pétrolières, dont le nombre n'a pu être évalué.